# Armes conventionnelles
 (juin 2009).
Si vous disposez d'ouvrages ou d'articles de référence ou si vous connaissez des sites web de qualité traitant du thème abordé ici, merci de compléter l'article en donnant les références utiles à sa vérifiabilité et en les liant à la section « Notes et références ».

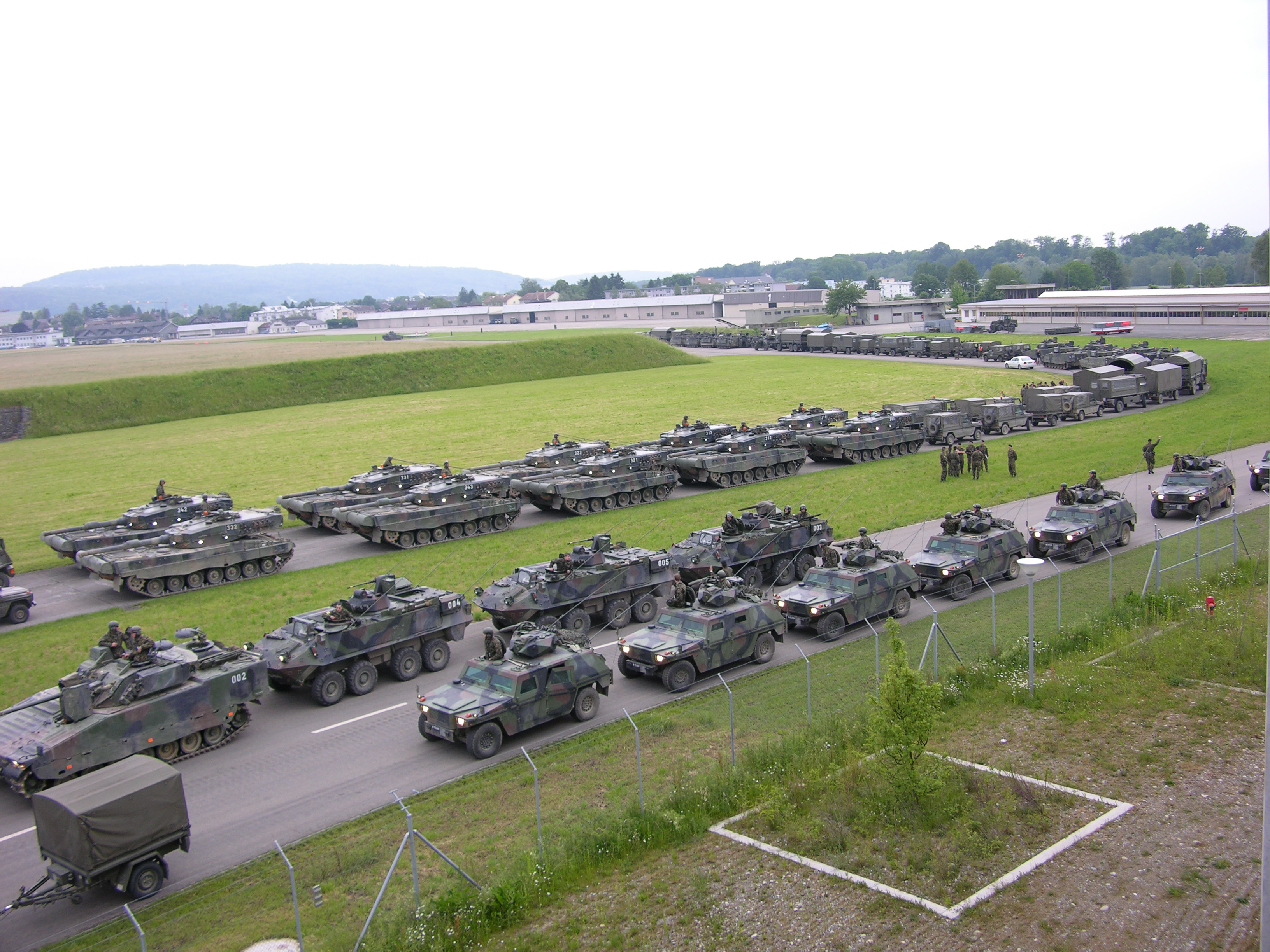
Brigade blindée 11 de l'armée suisse sur l'aérodrome de Dübendorf en 2007

Les armes conventionnelles sont les armes de guerre conformes aux conventions internationales qui régissent les guerres. Elles sont parfois appelées armes classiques.
Cette expression est utilisée par opposition aux armes non conventionnelles.

## Conventions internationales définissant les armes conventionnelles
Il existe plusieurs traités internationaux récents qui restreignent l'utilisation des armes conventionnelles :

### Conventions de La Haye

#### Première conférence de La Haye
La première conférence de La Haye (1899) traite le désarmement et la prévention de la guerre ; elle réglemente l'usage des armes, et par exemple pose « l'interdiction de l'emploi de balles qui s'épanouissent ou s'aplatissent facilement dans le corps humain, telles que les balles à enveloppe dure dont l'enveloppe ne couvrirait pas entièrement le noyau ou serait pourvue d'incisions » (balle dum-dum).

#### Seconde conférence de La Haye
La seconde conférence de La Haye (1907) traite le désarmement et la prévention de la guerre.

### Conventions de Genève

#### Protocole de Genève
Le Protocole de Genève de 1925 interdit l'utilisation de gaz de combat et d'armes bactériologiques à la suite de la Première Guerre mondiale ;

#### Convention sur certaines armes classiques
La Convention de 1980 sur certaines armes classiques (CCAC) a été signée le 10 octobre 1980 à Genève et est entrée en vigueur le 2 décembre 1983. Elle est complétée par protocoles additionnels :
- Le Protocole relatif aux éclats non localisables
- Le Protocole sur l'interdiction ou la limitation de l'emploi des mines, pièges et autres dispositifs
- Le Protocole sur l'interdiction ou la limitation de l'emploi des armes incendiaires
- Le Protocole relatif aux armes à laser aveuglantes
- Le Protocole relatif aux restes explosifs de guerre.

### Convention sur les armes et les sous-munitions
Depuis 2006, un processus international du même type que celui qui a abouti à la signature de la Convention d'Ottawa, a débuté afin d'interdire les armes à sous-munitions et a permis la mise en place de la Convention sur les armes à sous-munitions.

### Autres conventions internationales
En décembre 2006, l’Assemblée générale des Nations unies a adopté une résolution autorisant la préparation d’un traité sur le contrôle des transferts d’armements dits « conventionnels ». Cent cinquante-trois États soutenaient la résolution, vingt-quatre se sont abstenus, et seuls les États-Unis ont voté contre.
Depuis le 2 avril 2013, l'Assemblée générale de l'ONU a adopté le traité sur le commerce des armes (TCA) qui régule le commerce international des armes conventionnelles.